# Nizo Neto
Nizo Neto, all'anagrafe Nizo Francisco Anízio de Oliveira Paula Neto (Rio de Janeiro, 27 aprile 1964), è un attore, doppiatore, umorista e blogger brasiliano, figlio dell'umorista Chico Anysio e dell'attrice Rose Rondelli.

## Biografia
Nato del 1964 a Rio de Janeiro, ha studiato al Teatro Tablado ed è attivo in televisione dal 1972.
Collabora ad alcune riviste umoristiche come MAD e O Mágico, ha un proprio blog (Atrocidades) e fa parte dei redattori del programma Zorra Total alla Rede Globo. In Brasile ha doppiato diversi attori, fra i quali Michael J. Fox, Seann William Scott, Matthew Broderick e Patrick Dempsey.

## Vita privata
È sposato con Tatiana Presser, psicologa. Hanno due figlie, Isabela e Sofia. Assieme lavorano nel programma didattico-umoristico Vem Transar Com a Gente.

## Curiosità
- Nizo Neto è illusionista ed è stato per due anni direttore del Circulo Brasileiro de Ilusionismo.

## Carriera

### Televisione
- Chico em Quadrinhos (1971)
- Linguinha (1972)
- Chico City (1973-1980)
- Azambuja & Cia. (1974)
- Chico Anysio Show (1982)
- Chico Total (1982)
- Il cammino della libertà; altro titolo: La padroncina (Sinhá Moça) (Rede Globo) (1986)
- Escolinha do Professor Raimundo (1990-1996)
- Estados Anysios de Chico City (1991)
- A Próxima Vítima (1995)
- A Vida Como Ela É (1996)
- Malhação (6ª edizione) (1999)
- O Cravo e a Rosa (2000)
- Estrela-Guia (2001)
- Brava Gente (2002)
- A Diarista (2004)
- Sob Nova Direção (2004)
- Cabocla (2004)
- Um Só Coração (2004)
- Sítio do Picapau Amarelo (2005)
- Malhação (12ª edizione) (2005)
- Carga Pesada (2006)
- Eterna Magia (2007)
- Faça Sua História (2008)
- Guerra & Paz (2008)
- Dicas de um Sedutor (2008)
- Zorra Total (2008-2014)
- Chico e Amigos (2009)
- Dercy de Verdade (2012) - interpretando il padre Chico Anysio[4]
- Gentalha (2013)

### Cinema
- Insônia (1980)
- Johnny Love (1984)
- Bela Noite para Voar (2006)
- Vendo ou Alugo (2013)
- Muita Calma Nessa Hora 2 (2014)

### Stand-Up Comedy
- Comédia em Pé
- 3 Tosterona
- Senta Pra Rir (con Diogo Portugal)
- Santa Comédia
- Risorama
- Risológico
- Curitiba Comedy Club
- Comedians Club
- Seleção do Humor
- Sindicato da Comédia
- Noites de Parangolé
- Louco é Pouco
- Tarja Branca
- Rodizio do Humor
- Comédia do Sétimo Dia
- Riso de Janeiro - Presentatore
- Humor Sem Censura - Presentatore e regista
- Comédia a La Carte
- Plantão de Noticias
- Era Só o Que Faltava
- Humor na Caneca (Programa do Jô)
- Lente de Aumento (con Leandro Hassum)
- Falando a Veras (con Marcos Veras)
- Viradão Carioca 2012/2013
- Falando Sozinho - Interprete e autore
- Rizo - Interprete e autore

### Radio
- Vida de Cristo (EMI-Odeon)
- Histórias da Vida (Radio Globo RJ)
- A Turma da Maré Mansa (Rádio Globo-Tupi)
- Humor para Valer (São Paulo)